# Sukamerang
Sukamerang is een bestuurslaag in het regentschap Garut van de provincie West-Java, Indonesië. Sukamerang telt 5054 inwoners (volkstelling 2010).